# Capellades
Capellades là một đô thị trong comarca Anoia, Catalonia, Tây Ban Nha.

## Biến động dân số
| 1900 | 1930 | 1950 | 1970 | 1986 | 2005 |
| ---- | ---- | ---- | ---- | ---- | ---- |
| 2629 | 2275 | 2306 | 3910 | 4917 | 5302 |